# Scottish Cup 2020-2021
La Scottish Cup 2020-2021 è stata la 136ª edizione del torneo, iniziata il 28 novembre 2020 e terminata il 22 maggio 2021. Il St. Johnstone ha conquistato il trofeo per la seconda volta nella sua storia.

## Formula del torneo
| Turno                     | Data             | Numero di incontri | Squadre  | Entrano a questo turno |
| ------------------------- | ---------------- | ------------------ | -------- | --- |
| Primo turno preliminare   | 28 novembre 2020 | 2                  | 100 → 98 | 3 squadre della East of Scotland Football League 1 squadra della South of Scotland Football League |
| Secondo turno preliminare | 12 dicembre 2020 | 26                 | 98 → 72  | 17 squadre della East of Scotland Football League 3 squadre della South of Scotland Football League 1 squadra della West of Scotland Football League 1 squadra dei campionati semipro minori 14 squadre della Highland Football League 14 squadre della Lowland Football League |
| Primo turno               | 26 dicembre 2020 | 20                 | 72 → 52  | 2 squadre della Highland Football League 2 squadre della Lowland Football League 10 squadre della Scottish League Two |
| Secondo turno             | 9 gennaio 2021   | 20                 | 52 → 32  | 10 squadre della Scottish Championship 10 squadre della Scottish League One |
| Terzo turno               | 3 aprile 2021    | 16                 | 32 → 16  | 12 squadre della Scottish Premiership |
| Quarto turno              | 17 aprile 2021   | 8                  | 16 → 8   | - |
| Quinto turno              | 24 aprile 2021   | 4                  | 8 → 4    | - |
| Semifinali                | 8 maggio 2021    | 2                  | 4 → 2    | - |
| Finale                    | 22 maggio 2021   | 1                  | 2 → 1    | - |

## Fase preliminare
Il sorteggio della fase preliminare è stato effettuato il 10 novembre 2020.

### Primo turno preliminare
| Squadra 1         | Risultato   | Squadra 2              |
| ----------------- | ----------- | ---------------------- |
| 28 novembre 2020  |             |                        |
| LTHV              | 2 - 1 (dts) | St. Cuthbert Wanderers |
| Penicuik Athletic | 2 - 3 (dts) | Musselburgh Athletic   |

### Secondo turno preliminare
| Squadra 1              | Risultato       | Squadra 2               |
| ---------------------- | --------------- | ----------------------- |
| 12 dicembre 2020       |                 |                         |
| Banks O'Dee            | 6 - 1           | Vale of Leithen         |
| Blackburn Utd          | 1 - 1 (2-4 dtr) | Civil Service Strollers |
| BSC Glasgow            | 2 - 3           | Haddington Athletic     |
| Clachnacuddin          | 1 - 2           | Caledonian Braves       |
| Deveronvale            | 1 - 4           | Camelon Juniors         |
| Dundonald Bluebell     | 4 - 2           | Easthouses Lily MW      |
| Dunipace               | 1 - 3           | Berwick Rangers         |
| East Stirlingshire     | 5 - 0           | Inverurie Loco Works    |
| Edinburgh University   | 1 - 2           | Tranent Juniors         |
| Gala Fairydean         | 6 - 0           | Wigtown & Bladnoch      |
| Hill of Beath Hawthorn | 2 - 1           | Whitehill Welfare       |
| Huntly                 | 3 - 0           | Dalbeattie Star         |
| Jeanfield Swifts       | 3 - 1           | Stirling University     |
| Keith                  | 5 - 1           | Fort William            |
| LTHV                   | 4 - 4 (4-2 dtr) | Lossiemouth             |
| Nairn County           | 4 - 0           | Threave Rovers          |
| Newton Stewart         | 0 - 3           | Broxburn Athletic       |
| Newtongrange Star      | 0 - 4           | Rothes                  |
| Spartans               | 2 - 1           | East Kilbride           |
| Strathspey Thistle     | 0 - 4           | Buckie Thistle          |
| Tynecastle             | 2 - 3           | Cumbernauld Colts       |
| 13 dicembre 2020       |                 |                         |
| Glasgow University     | 1 - 2           | Linlithgow Rose         |
| 16 dicembre 2020       |                 |                         |
| Preston Athletic       | 3 - 2           | Hawick Royal Albert     |
| Coldstream             | 0 - 2           | Bo'ness Utd             |
| 21 dicembre 2020       |                 |                         |
| Wick Academy           | 3 - 1 (dts)     | Musselburgh Athletic    |
| Formartine Utd         | 2 - 1           | Turriff Utd             |

## Primo turno
Il sorteggio della primo turno è stato effettuato il 13 dicembre 2020.
| Squadra 1           | Risultato       | Squadra 2               |
| ------------------- | --------------- | ----------------------- |
| 26 dicembre 2020    |                 |                         |
| Albion Rovers       | 0 - 3           | Buckie Thistle          |
| Berwick Rangers     | 0 - 3           | Stirling Albion         |
| Brechin City        | 2 - 3           | Linlithgow Rose         |
| Cowdenbeath         | 2 - 0           | Wick Academy            |
| Edinburgh           | 3 - 1           | Caledonian Braves       |
| Elgin City          | 4 - 0           | Civil Service Strollers |
| Gala Fairydean      | 1 - 2           | Annan Athletic          |
| Haddington Athletic | 1 - 2           | Formartine Utd          |
| Keith               | 4 - 2 (dts)     | Hill of Beath Hawthorn  |
| Kelty Hearts        | 2 - 1           | Jeanfield Swifts        |
| LTHV                | 0 - 3           | Banks O'Dee             |
| Nairn County        | 0 - 0 (4-3 dtr) | Broxburn Athletic       |
| Rothes              | 1 - 3           | Fraserburgh             |
| Stenhousemuir       | 4 - 1           | Preston Athletic        |
| Stranraer           | 5 - 0           | Spartans                |
| Tranent Juniors     | 4 - 1           | East Stirlingshire      |
| 28 dicembre 2020    |                 |                         |
| Dundonald Bluebell  | 1 - 3 (dts)     | Queen's Park            |
| 1º gennaio 2021     |                 |                         |
| Bonnyrigg Rose      | 5 - 2           | Bo'ness Utd             |
| 6 gennaio 2021      |                 |                         |
| Huntly              | 3 - 1           | Cumbernauld Colts       |
| 11 gennaio 2021     |                 |                         |
| Camelon Juniors     | 1 - 2           | Brora Rangers           |

## Secondo turno
Il sorteggio del secondo turno è stato effettuato il 28 dicembre 2020.
| Squadra 1       | Risultato       | Squadra 2          |
| --------------- | --------------- | ------------------ |
| 8 gennaio 2021  |                 |                    |
| Queen's Park    | 0 - 3           | Queen of the South |
| 9 gennaio 2021  |                 |                    |
| Alloa Athletic  | 2 - 3           | Cove Rangers       |
| East Fife       | 5 - 1           | Tranent Juniors    |
| Forfar Athletic | 4 - 1 (dts)     | Linlithgow Rose    |
| Fraserburgh     | 2 - 1           | Banks O'Dee        |
| Kelty Hearts    | 2 - 3           | Stranraer          |
| Dundee          | 3 - 2 (dts)     | Bonnyrigg Rose     |
| 10 gennaio 2021 |                 |                    |
| Airdrieonians   | 0 - 1           | Edinburgh          |
| 23 marzo 2021   |                 |                    |
| Nairn County    | 1 - 7           | Montrose           |
| Arbroath        | 1 - 2           | Falkirk            |
| Brora Rangers   | 2 - 1           | Hearts             |
| Dumbarton       | 4 - 0           | Huntly             |
| Elgin City      | 0 - 4           | Ayr Utd            |
| Formartine Utd  | 1 - 1 (3-1 dtr) | Annan Athletic     |
| Keith           | 0 - 2           | Clyde              |
| Greenock Morton | 0 - 0 (6-5 dtr) | Dunfermline        |
| Partick Thistle | 3 - 0           | Cowdenbeath        |
| Peterhead       | 0 - 1           | Stenhousemuir      |
| Stirling Albion | 0 - 2           | Raith Rovers       |
| Buckie Thistle  | 2 - 3           | Inverness          |

## Terzo turno
Il sorteggio del terzo turno è stato effettuato il 10 gennaio 2021.
| Squadra 1           | Risultato       | Squadra 2       |
| ------------------- | --------------- | --------------- |
| 2 aprile 2021       |                 |                 |
| Ross County         | 1 - 3           | Inverness       |
| 3 aprile 2021       |                 |                 |
| Dumbarton           | 0 - 1           | Aberdeen        |
| Ayr Utd             | 0 - 1           | Clyde           |
| Brora Rangers       | 1 - 3 (dts)     | Stranraer       |
| Dundee              | 0 - 1           | St. Johnstone   |
| Dundee Utd          | 2 - 1           | Partick Thistle |
| East Fife           | 1 - 2 (dts)     | Greenock Morton |
| Forfar Athletic     | 2 - 2 (5-3 dtr) | Edinburgh       |
| Formartine Utd      | 0 - 5           | Motherwell      |
| Fraserburgh         | 2 - 4           | Montrose        |
| Hamilton Academical | 0 - 3           | St. Mirren      |
| Livingston          | 2 - 1 (dts)     | Raith Rovers    |
| Stenhousemuir       | 0 - 4           | Kilmarnock      |
| Celtic              | 3 - 0           | Falkirk         |
| 4 aprile 2021       |                 |                 |
| Rangers             | 4 - 0           | Cove Rangers    |
| 5 aprile 2021       |                 |                 |
| Queen of the South  | 1 - 3           | Hibernian       |

## Quarto turno
| Squadra 1       | Risultato       | Squadra 2       |
| --------------- | --------------- | --------------- |
| 16 aprile 2021  |                 |                 |
| St. Mirren      | 2 - 1           | Inverness       |
| Motherwell      | 1 - 1 (5-3 dtr) | Greenock Morton |
| Forfar Athletic | 0 - 1           | Dundee Utd      |
| 17 aprile 2021  |                 |                 |
| Kilmarnock      | 3 - 1           | Montrose        |
| Aberdeen        | 2 - 2 (5-3 dtr) | Livingston      |
| St. Johnstone   | 2 - 0           | Clyde           |
| 18 aprile 2021  |                 |                 |
| Stranraer       | 0 - 4           | Hibernian       |
| Rangers         | 2 - 0           | Celtic          |

## Quinto turno
| Squadra 1      | Risultato       | Squadra 2     |
| -------------- | --------------- | ------------- |
| 24 aprile 2021 |                 |               |
| Hibernian      | 2 - 2 (4-2 dtr) | Motherwell    |
| 25 aprile 2021 |                 |               |
| Aberdeen       | 0 - 3           | Dundee Utd    |
| Rangers        | 1 - 1 (2-4 dtr) | St. Johnstone |
| 26 aprile 2021 |                 |               |
| Kilmarnock     | 3 - 3 (4-5 dtr) | St. Mirren    |

## Semifinali
| Squadra 1     | Risultato | Squadra 2     |
| ------------- | --------- | ------------- |
| 8 maggio 2021 |           |               |
| Dundee Utd    | 0 - 2     | Hibernian     |
| 9 maggio 2021 |           |               |
| St. Mirren    | 1 - 2     | St. Johnstone |

## Finale
| Arbitro: | Nick Walsh |

|            |           |  |
| Rooney 31’ | Marcatori |  |